# Back Home Again in Indiana
(Back Home Again in) Indiana ist ein Lied, das von Ballard MacDonald (Text) und James F. Hanley (Musik) komponiert und zuerst im Januar 1917 veröffentlicht wurde. Obwohl nicht die offizielle Hymne des US-Bundesstaates, ist es der wohl bekannteste Song, der mit Indiana in Verbindung gebracht wird. Nach seiner Veröffentlichung wurde er zum Jazzstandard und stilübergreifend von vielen Interpreten gecovert.

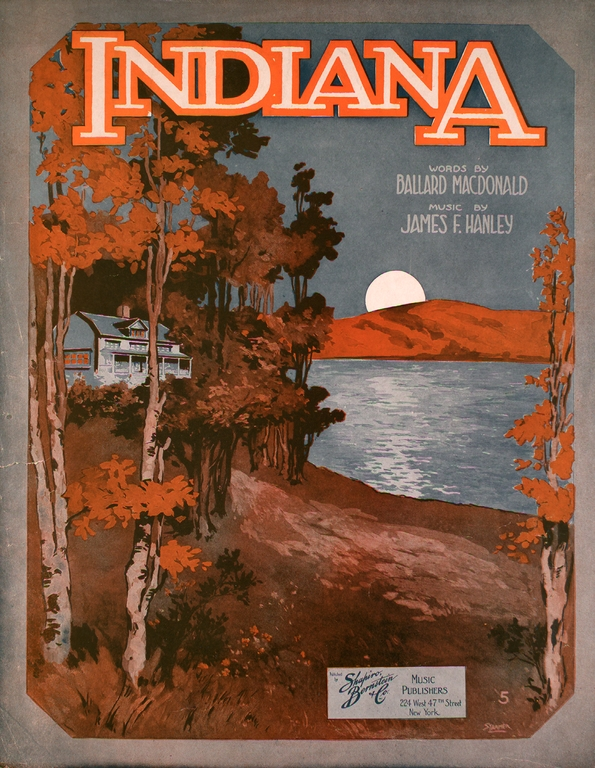
Sheet Music Cover (1917)

## Entstehungsgeschichte
Die Entstehungsgeschichte des Songs beginnt mit Paul Dresser (1858–1906), älterer Bruder des Schriftstellers Theodore Dreiser. Er hatte 1897 seinen größten Hit mit On the Banks of the Wabash, Far Away, den die Regierung von Indiana 1913 als Hymne übernahm. Das vier Jahre später entstandene Lied von Ballard MacDonald und James F. Hanley war von der Musik und vom Text her so stark an den populären Tin-Pan-Alley-Song Dressers angelehnt, dass sein Bruder nach Dressers Tod einen Plagiatsprozess anstrengen wollte (wovon ihn die Verleger abbrachten), denn Hanley und MacDonald hatten vom Verlag lediglich die Erlaubnis erhalten, ein paar Takte zu übernehmen. Indiana entlehnte dem Originalsong die Zeilen On the Banks of the Wabash, Far Away, als auch weitere Schlüsselwörter wie moonlight, candlelight, fields, new-mown hay, sycamores und Wabash River.
Die aus 32 Takten bestehende Melodie des Songs ist in der Liedform A1-B-A2-C geschrieben; der Song wird bei mäßig schnellem bis schnellem Tempo interpretiert.

## Verwendung des Songs beim Autorennen in Indianapolis
Die Darbietung des Songs Back Home Again in Indiana ist ein Höhepunkt bei den jährlichen Vorbereitungen zum Indianapolis 500 Autorennen, vor allem seit 1972 durch den Gesang von Jim Nabors. Diese Tradition begann bereits 1946 mit dem Tenor James Melton; weitere bekannte Vokalisten waren Dinah Shore, Dennis Morgan, Mel Tormé, Vic Damone, Ed Ames und Peter DePaolo.

## Back Home Again in Indiana als Jazzstandard
Bereits 1917 war (Back Home Again in) Indiana ein beliebter Tagesschlager und wurde in der Folge zu einem viel gespielten Jazzstandard. Für Columbia Records nahm ihn am 30. Januar 1917 die Original Dixieland Jazz Band auf; dies war eine der ersten und gut verkauften frühen Jazzplatten. Viele Jahrzehnte gehörte der Song zum Repertoire von Louis Armstrong, der seine Auftritte mit der Nummer eröffnete.
Am 18. April 1929 nahm ihn Red Nichols mit seinen Five Pennies für Brunswick auf; diese Version erreichte im Oktober 1929 #19 der Hitparaden. In der Swingära war der Song eine beliebte Nummer für Jamsessions; er wurde u. a. von vielen Musikern dieser Zeit wie etwa Sidney Bechet, Count Basie, Roy Eldridge, Coleman Hawkins bis Art Tatum und Lester Young eingespielt. Auf der Grundlage von Indiana schrieb Charlie Parker mit Miles Davis 1947 als Bebop head seine Komposition Donna Lee. Weitere Umarbeitungen des Themas im Modern Jazz stammten von Fats Navarro (Ice Freezes Red) und Lennie Tristano (JuJu). Indiana wurde in der Nachkriegszeit außerdem von Charlie Parker, Erroll Garner, Kay Thompson, Dave Brubeck, Oscar Peterson René Thomas, später von Rosemary Clooney, Oskar Klein, Joey DeFrancesco und von Gary Burton interpretiert.

## Verwendung im Film
1940 wird (Back Home Again in) Indiana in dem Film Remember the Night aufgrund einer Bitte des Hauptdarstellers von einer Tanzkapelle gespielt und gesungen. 1952 fand der Song in Walter Langs Filmbiographie With A Song in My Heart Verwendung, wobei die Schauspielerin Susan Hayward gesanglich von Jane Froman gedoubelt wurde. 1959 wurde der Song in den Musikfilm The Gene Krupa Story sowie in die Red Nichols-Filmbiographie The Five Pennies aufgenommen. Später fand sich der Song auch in dem Sportfilm Freiwurf (1986) und in dem Woody-Allen-Film Sweet and Lowdown (1999), in dem die Version von Red Nichols gespielt wurde.